# Quik The Thunder Rabbit
Quik The Thunder Rabbit is een computerspel dat werd ontwikkeld door Stywox en uitgegeven door Titus France SA. Het actiespel kwam als eerste uit in 1994. Het perspectief wordt in de derde persoon weergegeven. De programmeur was Vincent Penne en de muziek is van de hand van Philippe Verriere.

## Platforms
| Platform   | Jaar |
| ---------- | ---- |
| Amiga      | 1994 |
| Amiga CD32 | 1994 |
| DOS        | 1994 |

## Ontvangst
| Beoordeeld door | Platform | Datum          | Score |
| --------------- | -------- | -------------- | ----- |
| Amiga Dream     | Amiga    | juni 1994      | 80%   |
| Amiga Joker     | Amiga    | september 1994 | 72%   |
| Amiga Games     | Amiga    | oktober 1994   | 70%   |
| The DOS Spirit  | DOS      | 3 april 2012   | 33%   |